# Жербо, Ален
Ален Жак Жорж Мари Жербо (фр. Alain Jacques Georges Marie Gerbault), (17 ноября 1893 — 16 декабря 1941) — французский моряк, писатель и чемпион по теннису, совершивший кругосветное плавание в одиночку. В конце концов он осел на островах южной части Тихого океана, где написал несколько книг об образе жизни островитян. Как теннисист занимал пятое место во французском рейтинге в 1923 году.

## Ранние годы
Ален Жербо родился 17 ноября 1893 года в Лавале, Майен, в семье, принадлежащей к высшему среднему классу. Большую часть своей юности он провел в Динаре, недалеко от древнего порта Сен-Мало. Лето он проводил, играя в теннис и футбол, а также охотясь и ловя рыбу. В колледже он изучал гражданское строительство. У него был брат, с которым они владели известковым заводом в Лавале.
В двадцать один год Жербо вступил в Лётный корпус в звании офицера; а к концу войны стал награждённым героем. После войны он занялся теннисом, став чемпионом Франции, а также бриджем, по которому вошёл в международный рейтинг. Несмотря на свои достижения, он всё ещё искал, чем заняться в жизни, и подумывал о попытке перелететь через Атлантический океан.
Во время посещения Англии в 1921 году для игры в теннис он наткнулся в Саутгемптоне на старый 39-футовый гоночный/крейсерский гафель британской конструкции «Файеркрест». Он уже подумывал о дальнем плавании, поэтому купил лодку и около года провел на ней в плавании вблизи Канн.

## Кругосветное плавание

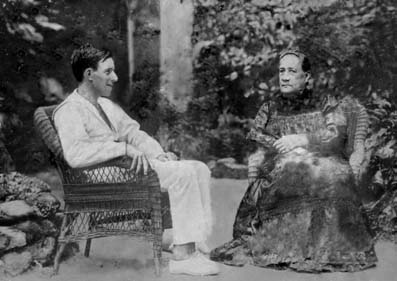
Жербо в гостях у таитянской Марау (королева)

### «Файеркрест»
Лодка, на которой было совершено кругосветное плавание, называлась «Файеркрест» (англ. Firecrest). Это был английский гоночный крейсер, спроектированный Диксоном Кемпом и построенный П. Т. Харрисом в Роухедже, Эссекс, в 1892 году. Его длина составляла 39 футов в длину, 31 фут 6 дюймов по ватерлинии, ширину 8 футов 6 дюймов и водоизмещение 12 тонн. Он был длинным и узким, с глубоким килем и тремя с половиной тоннами свинца в качестве балласта.
6 июня 1923 года Жербо отправился из Гибралтара на своей лодке «Файркрест», в одиночное кругосветное плавание. Пересечение Атлантики на маленькой лодке по-прежнему считалось ответственным и рискованным предприятием, а Жербо не имел ни подходящего снаряжения, ни опыта. Хотя переход был чрезвычайно трудным и сопровождался рядом поломок, он добрался до Нью-Йорка после 101 дня в море. Хотя он не был первым человеком, который в одиночку пересек Атлантику, его встретили как героя, и за свои достижения он был награждён медалью «Голубая вода» от Круизного клуба Америки. Находясь в Нью-Йорке, он начал писать книгу «Борьба Файеркреста». Оставив лодку, он отправился домой во Францию, во время которого за свое путешествие был награждён Орденом Почетного легиона.
«Файеркрест» прошел капитальный ремонт в Нью-Йорке, включая переоборудование гафеля в бермудское вооружение. В сентябре 1923 года Жербо покинул Нью-Йорк, продолжая кругосветное плавание, направившись сначала к Бермудским островам. Он прибыл в Колон, Панама, 1 апреля 1924 года и, пройдя через Панамский канал, выиграл чемпионат Панамы по теннису. Он снова отплыл 31 мая 1924 года и после остановки на Галапагосских островах после 49 дней пребывания в море прибыл в Мангареву во Французской Полинезии. Он посетил Маркизские острова, Туамоту и Таити. В это время он начал много писать об истории и обществе тихоокеанских островов и критиковать колониальную эксплуатацию туземцев.
После дополнительного переоборудования «Файеркрест» снова отправился в плавание 21 мая 1926 года, остановившись на Бора-Бора, Самоа и на островах Уоллис, где лодка была сильно повреждена во время шторма. Благодаря известности Жербо к этому времени он смог заручиться значительной помощью в спасении и ремонте лодки, и 9 декабря Жербо снова отплыл. Постепенно он добрался до Торресова пролива, а оттуда в Индийский океан, где посетил Кокосовые острова (Килинг), Маврикий и Мадагаскар, прибыв в Дурбан как раз к Рождеству 1927 года.
Жербо обогнул мыс Доброй Надежды и поплыл на север, остановившись на островах Святой Елены, Вознесения и Кабо-Верде, где провел десять месяцев, работая над другой книгой. 6 мая 1929 года он наконец отплыл домой, остановившись на Азорских островах, а 21 июля отплыл в гавань Шербура . Он получил ещё один прием героя за свое кругосветное плавание, третье кругосветное плавание в одиночку, во время которого он провёл 700 дней в море и преодолел более 40 000 миль.

### «Л’Ален Жербо»

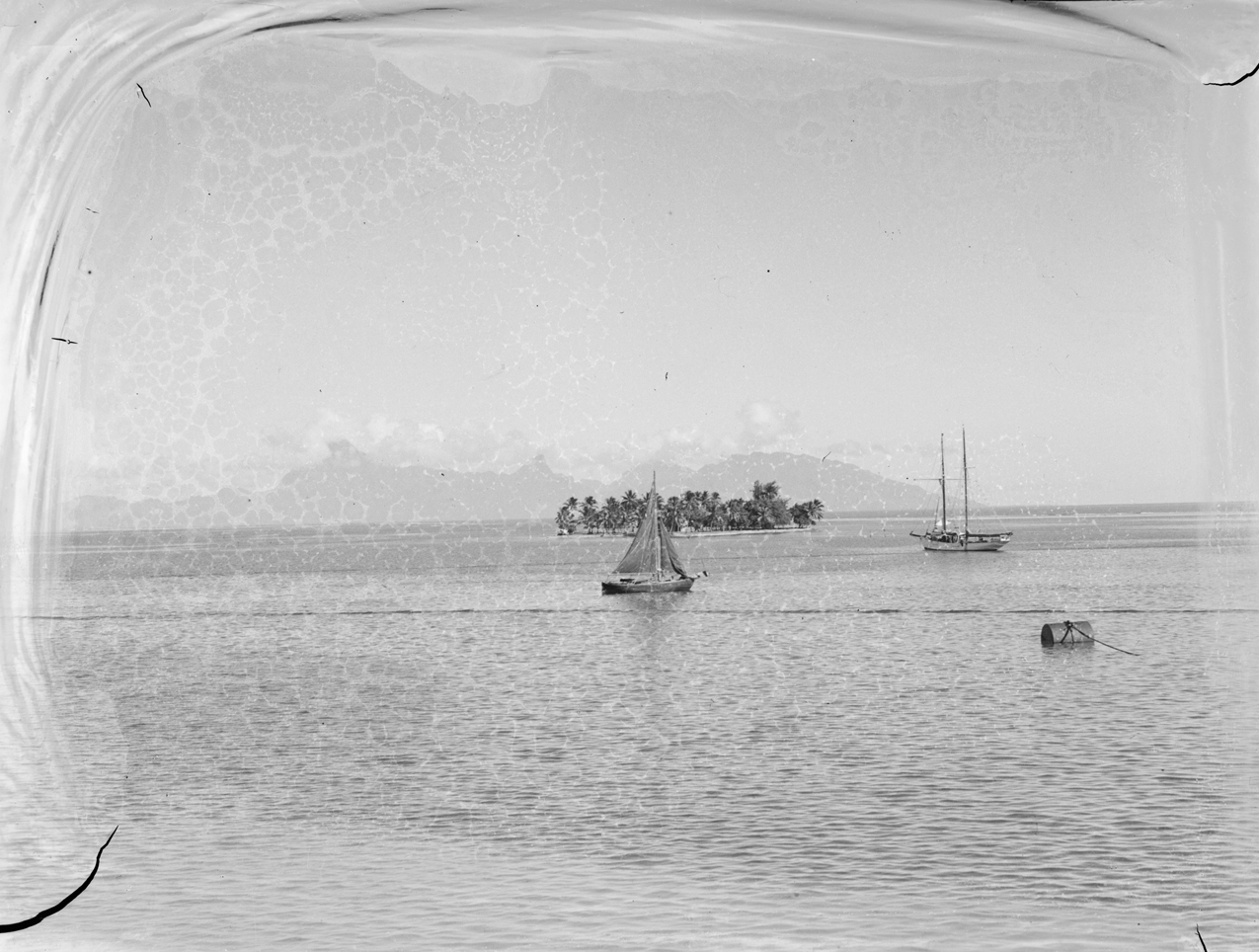
Л’Ален Жербо на острове Моту Ута, Папеэте, Таити, 1940 год

Вернувшись домой, Жербо вскоре обнаружил, что скучает по островам Тихого океана, и решил вернуться туда. «Файеркрест» к тому времени был сильно потрёпан, поэтому он решил построить новую лодку. Это лодка типа Колина Арчера. Он долгое время восхищался норвежскими спасательными и лоцманскими лодками, спроектированными Колином Арчером, и планы спасательных лодок были опубликованы в книге Кебла Чаттертона. Он также знал лодки Уильяма Аткина типа «Колин Арчер» и на основе них Гербо спроектировал свою собственную версию. Лодка стала длиной по палубе 10,40 м (34 фута) с шириной 3,20 м (10,5 фута) с балластным килем 3,5 тонны и водоизмещением 10 тонн. Позже киль был уменьшен до 2,75 тонны из-за большого количества тяжелого снаряжения, находившегося на борту.
Лодка была построена верфью Поля Жуэ и спущена на воду 4 июня 1931 года в Сартрувиле и получила название «Л’Ален Жербо» (фр. L'Alain Gerbault).

## Дальнейшая жизнь
Л’Ален Жербо имел международный позывной O.Z.Y.U., отсюда и название его последней книги, опубликованной посмертно. Он снова отплыл в южную часть Тихого океана и исчез из поля зрения общественности, проведя годы, скитаясь с острова на остров. Он написал несколько книг о жизни на островах и критиковал современный западный образ жизни.
Гербо умер 16 декабря 1941 года в Дили, Восточный Тимор, от тропической лихорадки. О его смерти широко не сообщалось более трёх лет, до 22 августа 1944 года. В более позднем отчете предполагается, что он был заключен в тюрьму японцами. В 1947 году его тело было обнаружено и захоронено на Бора-Бора, где ему был установлен памятник.
Могила Алена Жербо в Вайтапе, Бора-Бора, изначально находилась на набережной, но развитие территории и строительство портовых сооружений сделало так, что его могила находится около здания рынка. Местные жители планируют перенести могилу на новое место.

## Награды
- Орден Почётного легиона (1923)
- Олимпийский почётный диплом (1927)

## Упоминания
- В 1935 году Саша Гитри в своем фильме «Bonne Chance[фр.]» упомянул Алена Жербо. Во время игры в гольф Клод Лепельтье слишком сильно ударил мяч, и в следующей сцене появляется телеграмма Western Union, подписанная Аленом Жербо: «На 13° северной широты и 25° западной долготы я только что получил мячом для гольфа по голове».
- Юзеф Лободовский[пол.] написал в честь моряка поэму «Возвращение Алена Жербо» (1935).

## Память
- В 1993 г. в Лавале был открыт музей Алена Гербо, посвящённый столетию со дня его рождения.
- Его имя носит детский сад в Кретейле и средняя школа в Лавале.
- Его именем названы улицы в Краоне, Динаре, Лориоль-сюр-Дроме, Ле-Мане, Нанте, Ренне, Сент-Аве, Сен-Бертевене, Сен-Мало, Ванне, Горроне и Андернос-ле-Бене.

## Книги
- The fight of the Firecrest: The record of a lone-hand cruise from East to West across the Atlantic, Alain Gerbault, New York, D. Appleton and Co., 1926.
- In quest of the sun: The journal of the «Firecrest», Alain Gerbault, London, Hodder and Stoughton, 1930.
- The gospel of the sun, Alain Gerbault, London, Hodder and Stoughton, 1933.
- Un paradis se meurt (Le Grand dehors), Paris, Éditions Self (impr. de Le Moil et Pascaly), 1949.
- O.Z.Y.U. : «dernier journal» , Alain Gerbault, Paris, Bernard Grasset, 1952.